# 南山谷韓屋村
南山谷韓屋村（韓語：남산골한옥마을）是韓國首爾特別市中區筆洞一带，唯一的一座以傳統韓屋为主要建筑的村庄。

## 概要
南山谷韓屋村原本是陸軍首都防衛司令部所在地的軍事保護區，但在1989年，首爾市政府在陸軍首都防衛司令部的同意下購買了該遺址，並從軍事保護區中移除，作為還原南山原貌的項目的一部分，並於1998年正式開放。南山谷韓屋村每年都會舉辦傳統婚禮、色絲祭、民俗活動和各種體驗項目。

## 照片

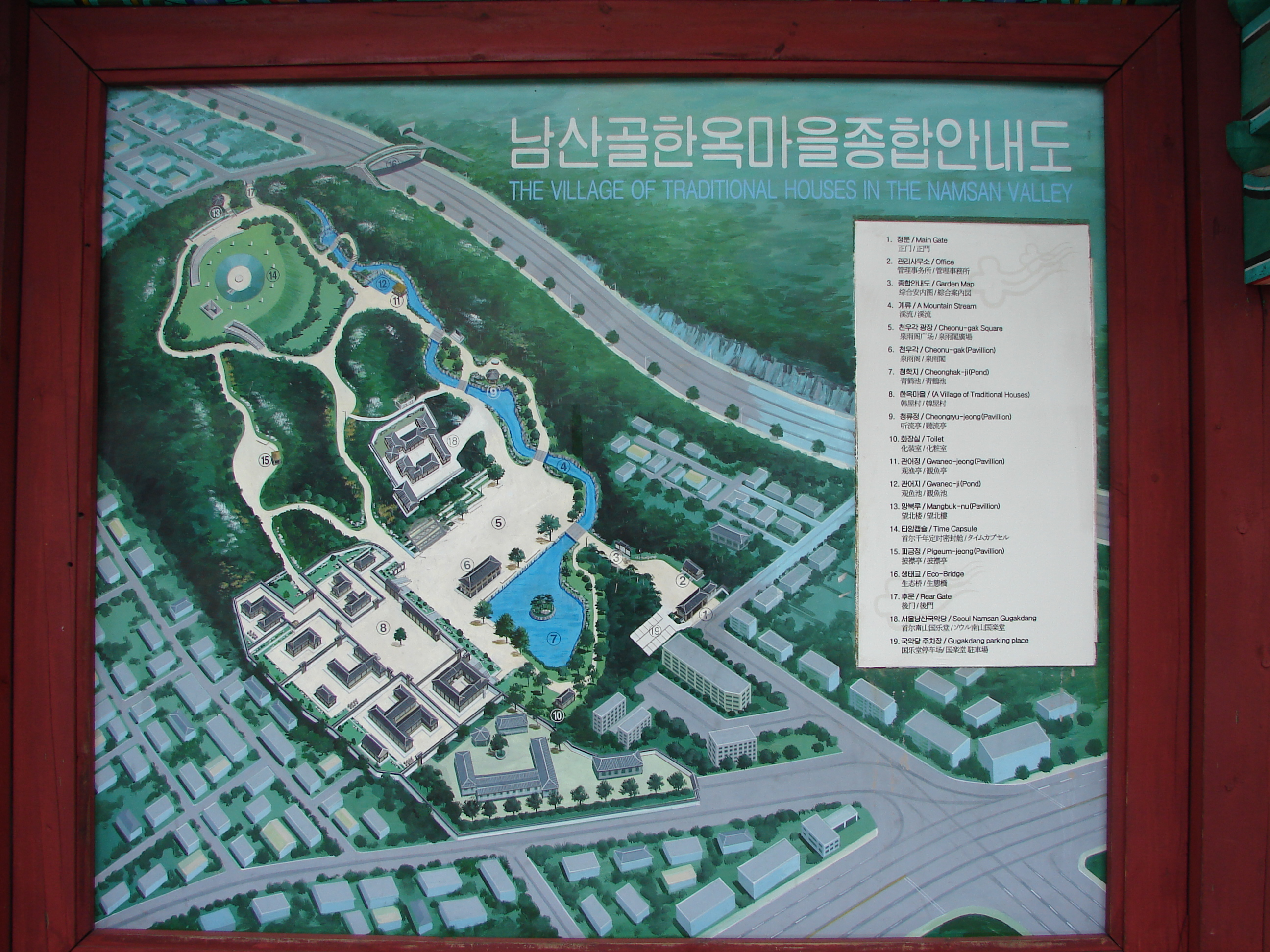
示意图
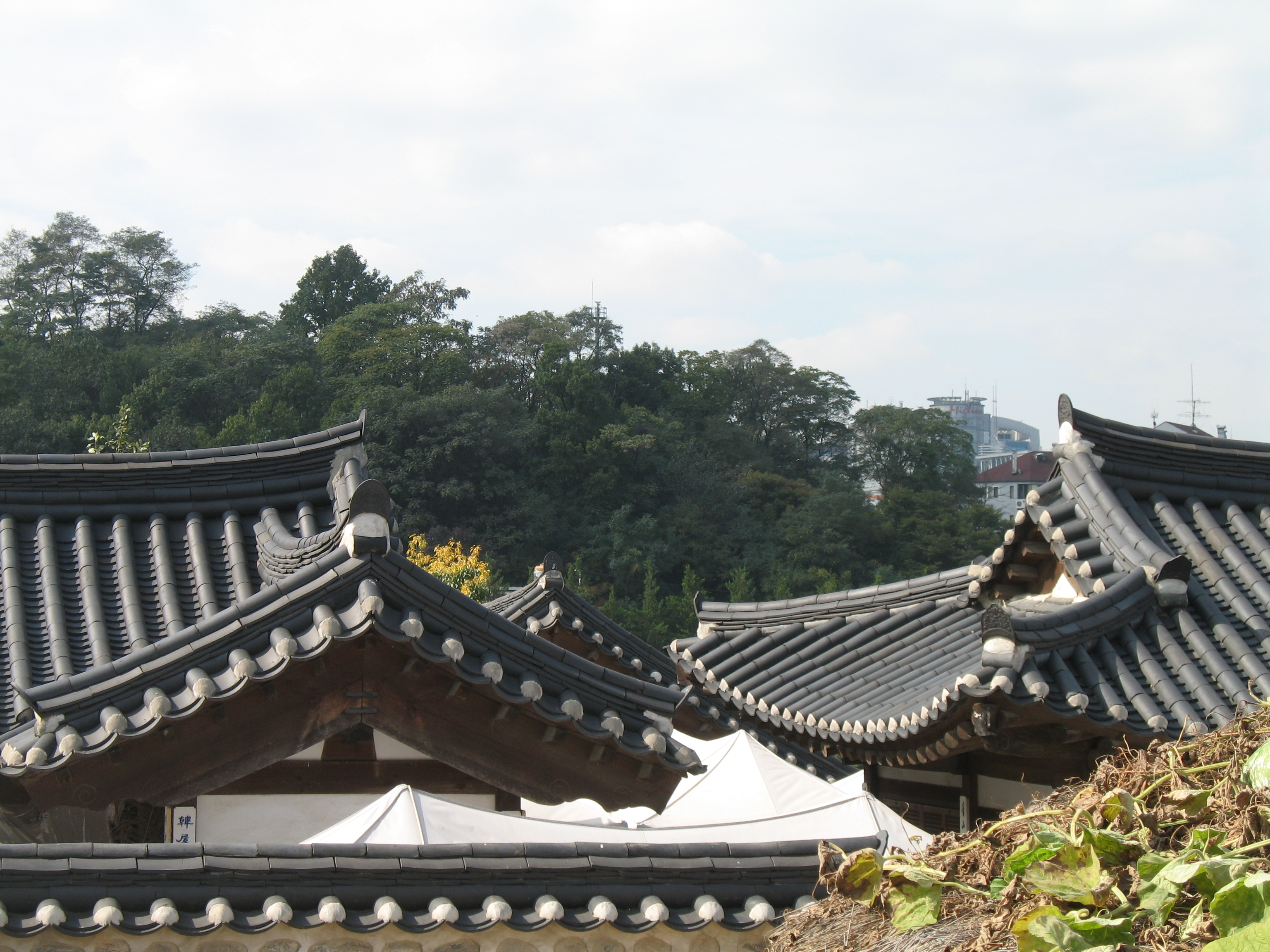
屋顶
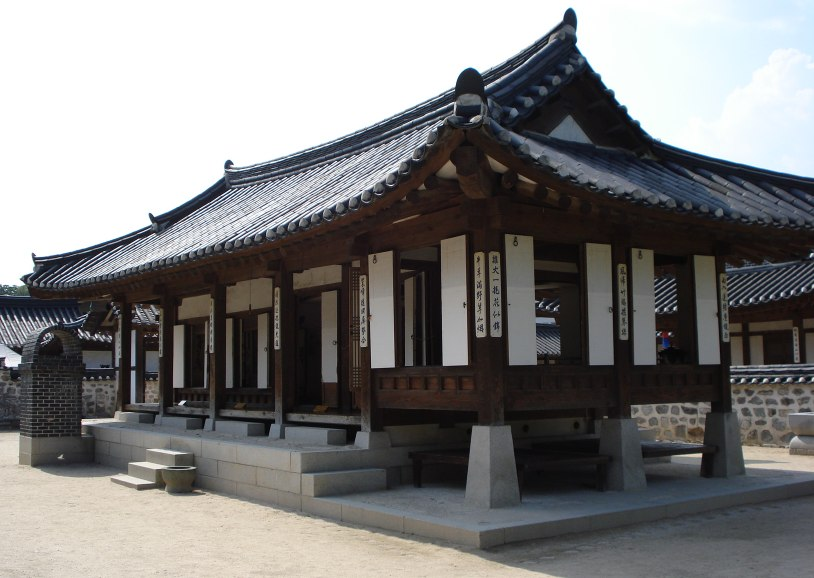
一间普通韩屋
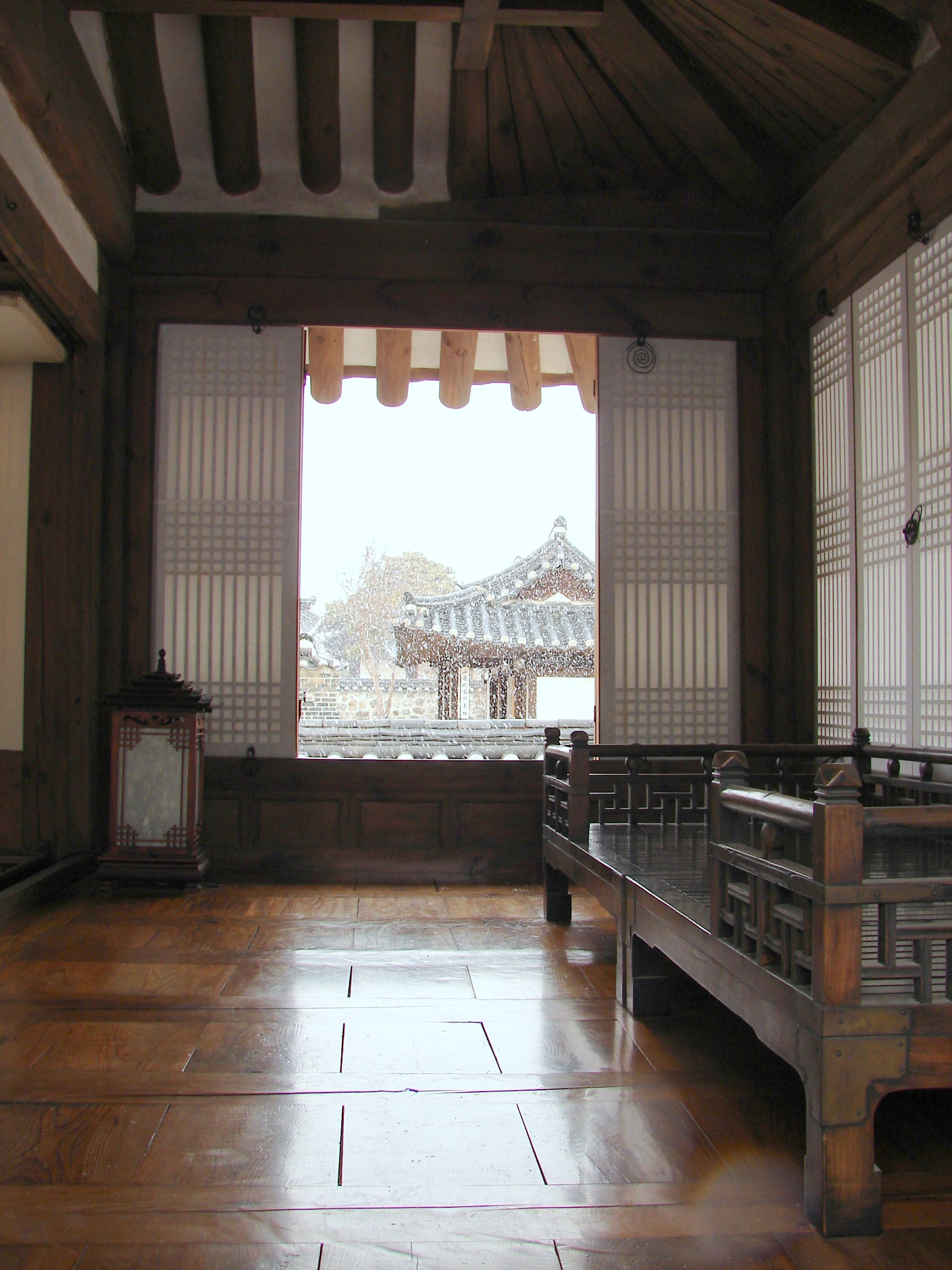
内部
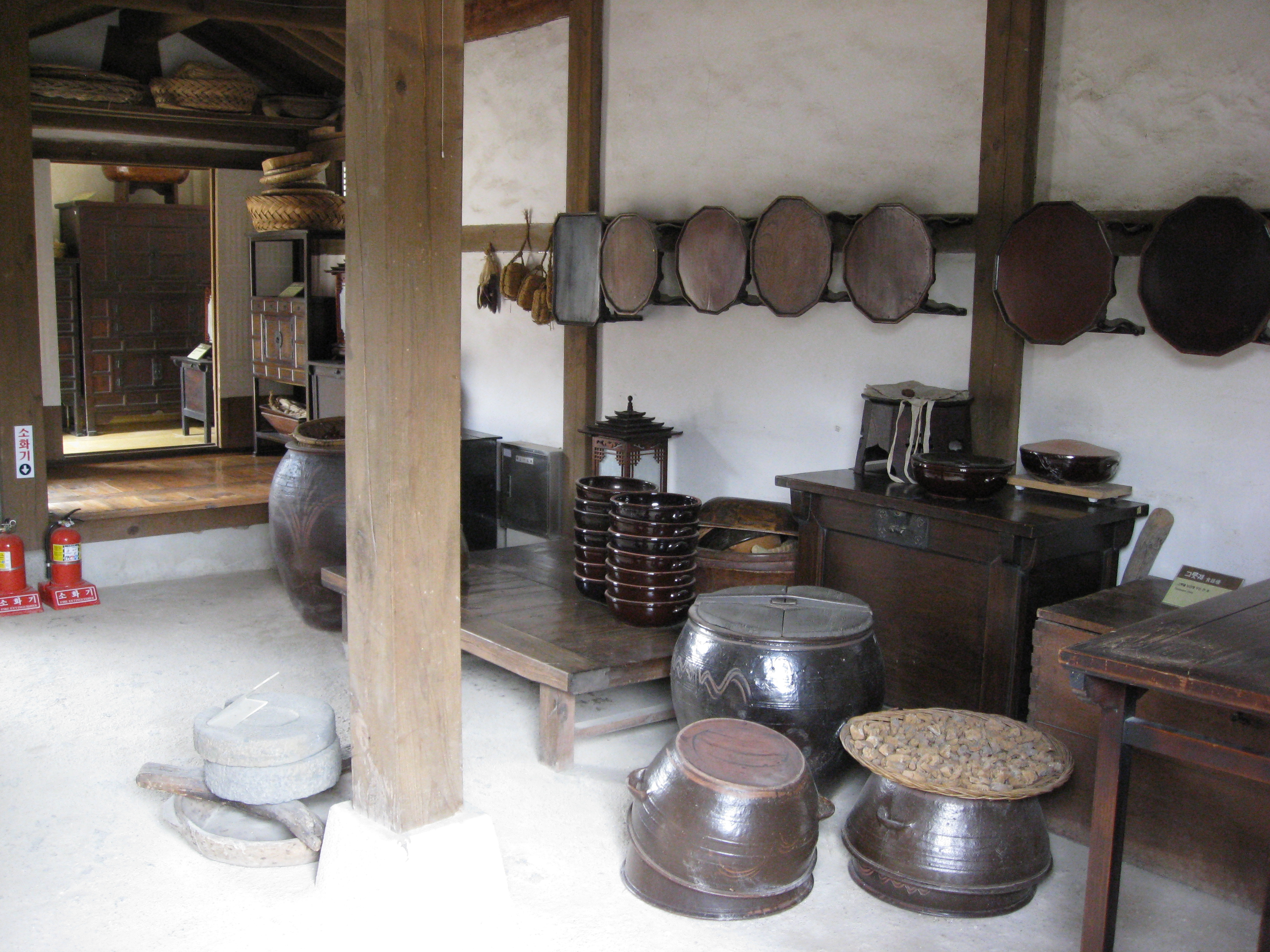
厨房
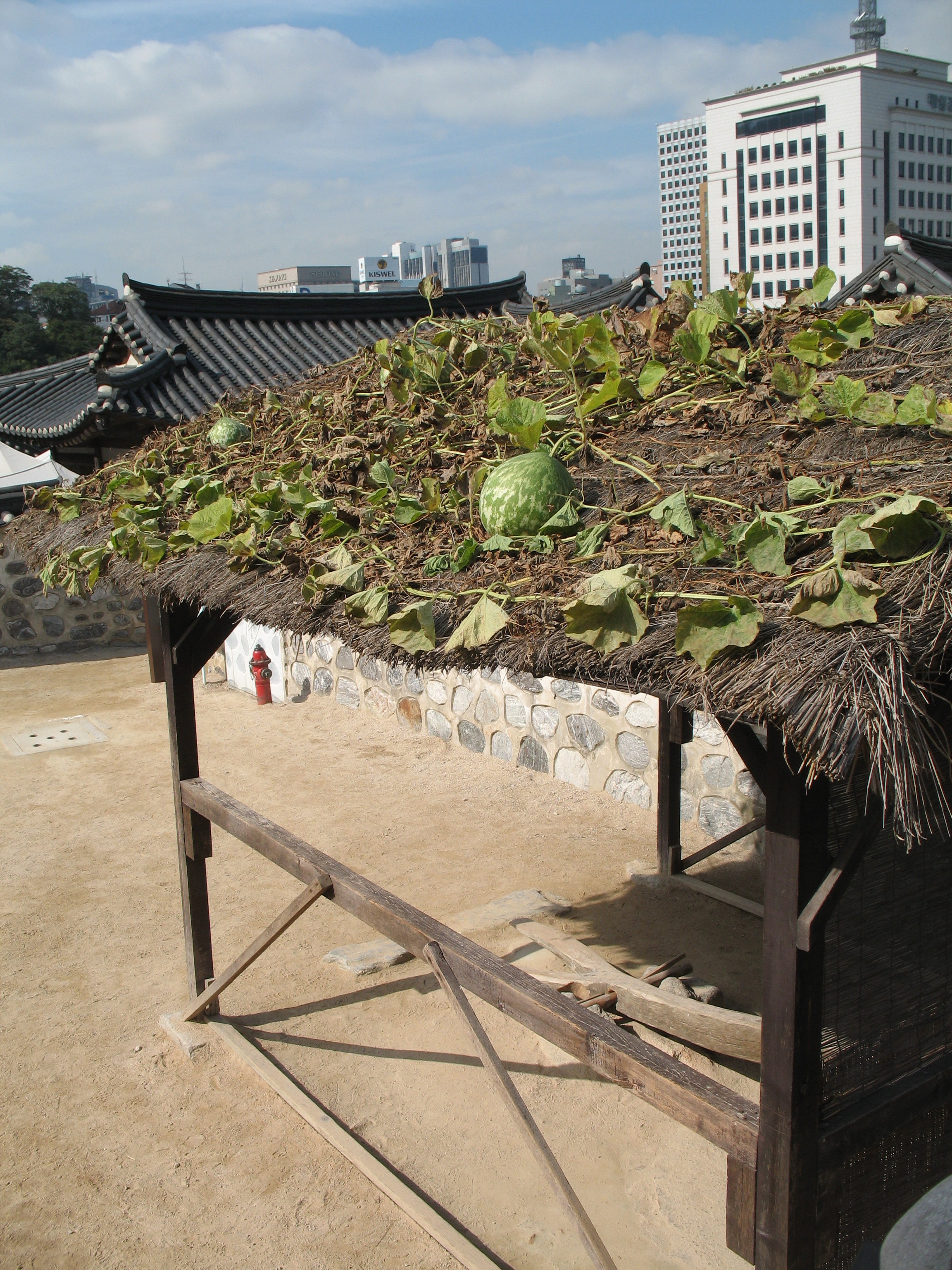
茅草棚
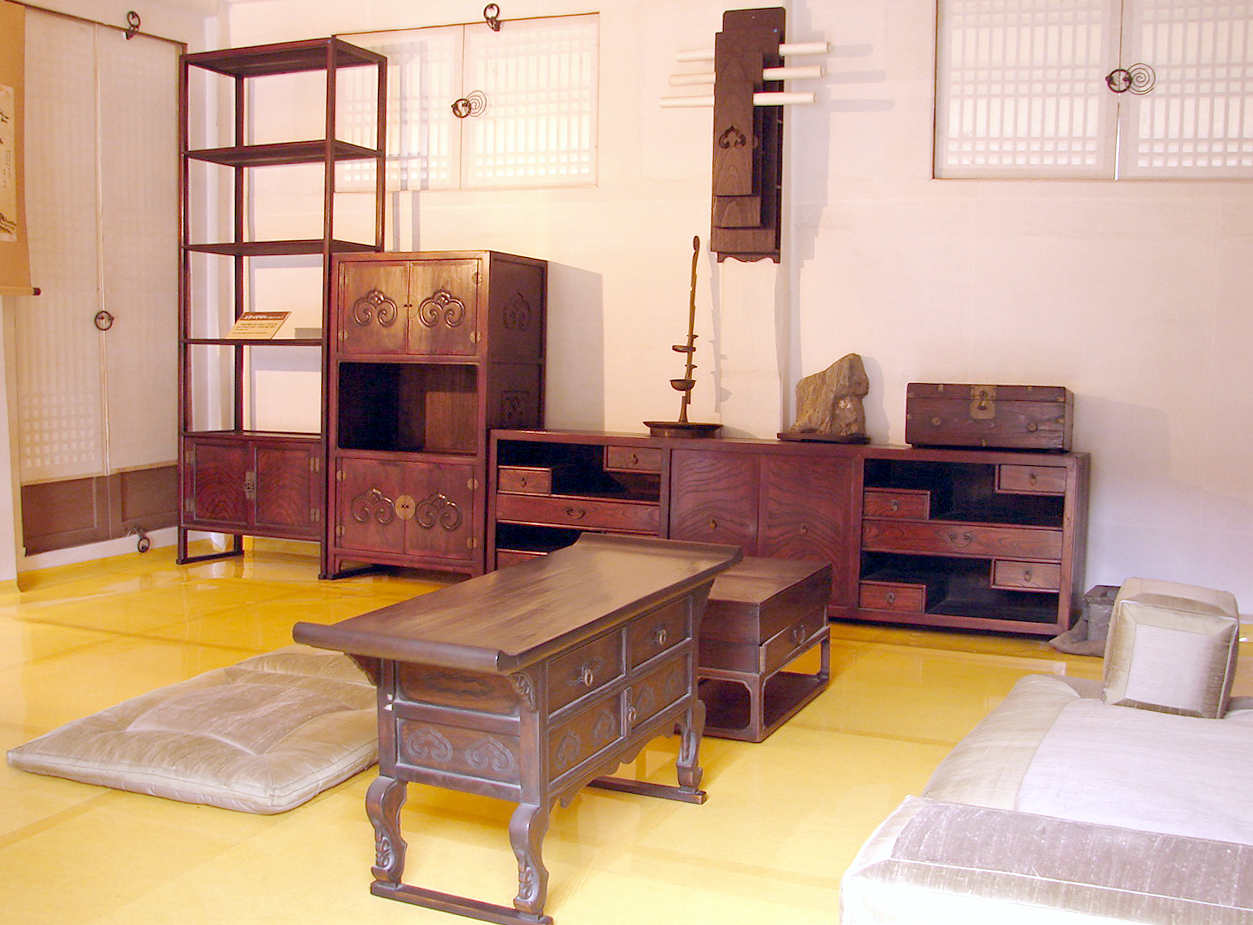
室内
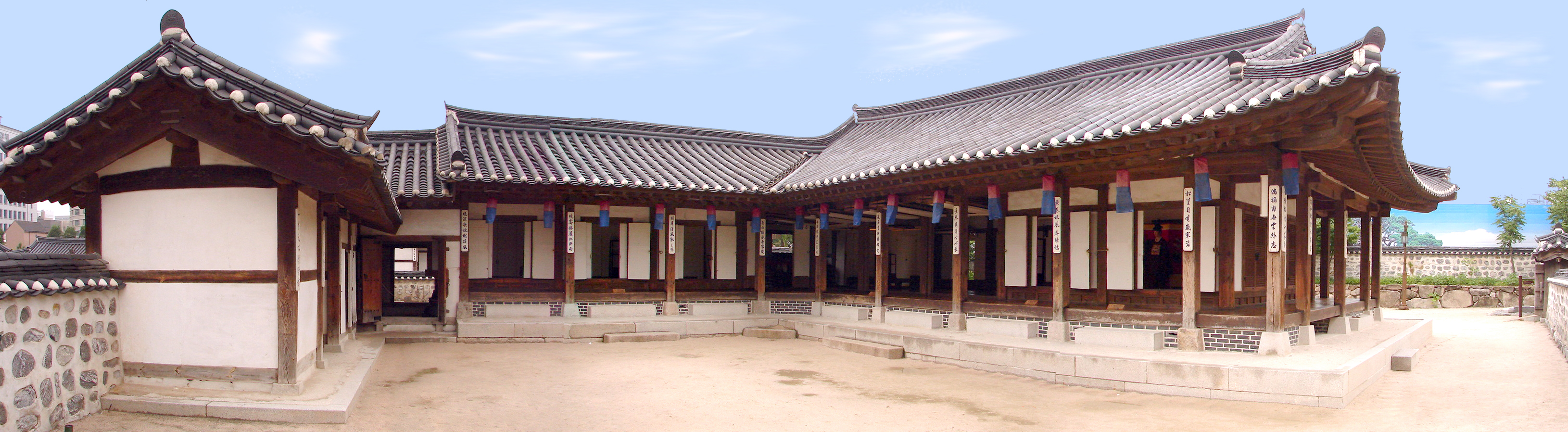
传统的居室